# Walking in the Air (píseň, Nightwish)
Walking in the Air je píseň finské skupiny Nightwish, která byla vydána jako jejich čtvrtý singl. Nahrávka vyšla před tím v roce 1998 na albu Oceanborn. Jedná se o cover verzi písně „Walking in the Air“ z televizního filmu The Snowman z roku 1982.

## Seznam skladeb
1. „Walking in the Air“ (edit) - 4:10
2. „Nightquest“ - 4:07
3. „Tutankhamen“ - 4:21